# Казанське театральне училище
Казанське театральне училище — державне автономне освітня установа середньої професійної освіти Республіки Татарстан розташоване в Казані. Одне з найстаріших мистецьких навчальних закладів РФ.

## Історія
На підставі Постанови Татголовпрофосвіти від 26 вересня 1922 року, створюється Татарський театральний технікум.
Раніше, 22 грудня 1906 року, відбувся перший публічний спектакль на татарською мовою. Ця дата вважається днем народження Татарського театру ім. Галіаскара Камала. У ці роки вплив на становлення татарського театру надали: актор і режисер Ільяс Кудашев-Ашказарській, видатні татарські драматурги Галіаскар Камал, Карім Тінчурін, актор і режисер Зайна Султанов, який згодом став завідувачем Татарського театрального технікуму, який прозвали як «кузня», для самого театру.
У першому випуску технікум закінчили такі чудові актори, як Хакім Салімжанов, Галина Кайбіцька, драматург і режисер Риза Ішмуратов, Галія Булатова та ряд інших, що вплинули на розвиток театральної культури Татарстану. У листопаді 1927 року відбулося злиття двох технікумів — художнього і театрального в один, який отримав назву Казанський об'єднаний художньо-театральний технікум. А в 1930—1931 році художньо-театральний технікум об'єднався з Східно-музичним технікумом і став існувати як Татарський технікум мистецтв. До 1941 року технікум існував безперервно, готуючи для столиці і республіки високопрофесійні кадри. У роки Великої Вітчизняної війни технікум був закритий.
1 березня 1944 року, був відкритий знову театральний технікум в Казані, на підставі Постанови Раднаркому ТАССР. На початку 1945/46 навчальних роках, училище мало 17 викладачів, з них 6 осіб мали звання і наукові ступені. Без явних пояснень і причин 13 червня 1952 року підставі Постанови Ради Міністрів СРСР технікум був закритий. Протягом 10 років Міністерству культури ТАРСР, знадобилося докласти великих зусиль, щоб відновити роботу даного навчального закладу.
12 травня 1962 року почалася нова ера в історії технікуму, на його базі створюється Казанське театральне училище, яке працює безперебійно і до цього дня. Керівником театрального училища, призначений випускник Щепкінского театрального училища Дамір Бадретдінов.
У 1963—1964 роках училищу виділили другий поверх ветеринарної лікарні на вулиці Гоголя, 2, то сама будівля, де воно і розташовується і на сьогоднішній день. Директором училища став Арнольд Львович Шапіро, саме його зусиллями були буквально відвойовані нинішніх дві будівлі.
Також в 1964 році в училищі відкрилося відділення художників бутафори, і 1968 році був перший випуск.
Випускники Казанського театрального училища, працюють на сценах різних театрів в різних містах Татарстану, Російської Федерації та ближнього зарубіжжя.

## Напрями підготовки
- Акторське мистецтво
- Мистецтво естради
- Театрально-декораційне мистецтво
- Художньо-бутафорська оформлення вистави
- Художньо-Гримерні оформлення вистави
- Художньо-костюмерне оформлення вистави
- Театральна та аудіовізуальна техніка (светорежіссура)